# مال‌تپه (چای)
مال‌تپه (به ترکی استانبولی: Maltepe) یک منطقهٔ مسکونی در ترکیه است که در چای (شهر) واقع شده‌است.